# Paullus Fabius Persicus
Paullus Fabius Persicus est un sénateur et un homme politique de l'Empire Romain.

## Famille
Il est issu d'une des familles les plus anciennes de Rome, il est le fils de Paullus Fabius Maximus, consul en -11, et de sa femme Marcia. Par son père, il est le descendant direct de Lucius Aemilius Paullus Macedonius, et par adoption, des Fabii. Par sa mère Marcia, cousine germaine d'Auguste, il descend de la sœur de Jules César, et par de la des Iulii, ainsi que des Marcii Philippi.
Il a peut-être une sœur, Fabia Numantina, mais il est possible qu'elle soit en réalité sa cousine.

## Biographie
Il naît vers l'an -2 ou -1. La première mention de Persicus date du mois de juin de l'an 15, lorsqu'il est coopté dans le collège des Frères Arvales, il y remplace certainement son père décédé. Peu de temps après, il devient aussi membre du Collège des pontifes et Sacredos Augustals .
Il est consul ordinaire en 34 avec pour collège Lucius Vitellius.
Après son consulat, il est proconsul d'Asie dans les années 43-44, il décède peu de temps après son proconsulat, sous le principat de Claude.